# A Most Musical Fella
| Recensione | Giudizio |
| ---------- | -------- |
| AllMusic   |          |

A Most Musical Fella è un album a nome Lou Levy Trio, pubblicato dalla RCA Victor Records nell'agosto del 1957 .

## Tracce

### LP
Lato A
1. Night and Day – 4:10 (Cole Porter) – Registrato il 2 gennaio 1957 al "Radio Recorders" di Hollywood, California
2. Angel Eyes – 4:04 (testo: Earl K. Brent – musica: Matt Dennis) – Registrato il 2 gennaio 1957 al "Radio Recorders" di Hollywood, California
3. Lou's Blues – 3:44 (musica: Lou Levy) – Registrato il 15 novembre 1956 al "Radio Recorders" di Hollywood, California
4. Yesterdays – 6:17 (testo: Otto Harbach – musica: Jerome Kern) – Registrato il 2 gennaio 1957 al "Radio Recorders" di Hollywood, California
5. Apartment 17 – 3:24 (musica: Lou Levy) – Registrato il 15 novembre 1956 al "Radio Recorders" di Hollywood, California

Lato B
1. How About You – 3:32 (testo: Ralph Freed – musica: Burton Lane) – Registrato il 15 novembre 1956 al "Radio Recorders" di Hollywood, California
2. Baubles, Bangles and Beads – 4:14 (Robert Craig Wright, George "Chet" Forrest) – Registrato il 2 gennaio 1957 al "Radio Recorders" di Hollywood, California
3. Woody 'n' You – 2:59 (musica: Lou Levy) – Registrato il 26 gennaio 1957 al "Radio Recorders" di Hollywood, California
4. We'll Be Together Again – 4:31 (testo: Frankie Laine – musica: Carl T. Fischer) – Registrato il 26 gennaio 1957 al "Radio Recorders" di Hollywood, California
5. I'll Remember April – 5:12 (testo: Don Raye, Patricia Johnston – musica: Gene de Paul) – Registrato il 26 gennaio 1957 al "Radio Recorders" di Hollywood, California

- Durata brani (non accreditati sull'album originale), ricavati dalla ristampa su CD pubblicata nel 1995 dalla RCA Records (ND 74406)

## Musicisti
Lou Levy Trio
- Lou Levy – pianoforte, note retrocopertina album originale
- Max Bennett – contrabbasso
- Stan Levey – batteria

Note aggiuntive
- Shorty Rogers – produttore,supervisione [3]